# Елизабет Ноутън
Елизабет Ноутън (на английски: Elisabeth Naughton) е американска писателка на произведения в жанра паранормален любовен роман, романтичен трилър, фентъзи и любовен роман.

## Биография и творчество
Елизабет Ноутън е родена през 1973 г. в САЩ.
След дипломирането си работи като учителка в средното образование в продължение на 9 години. След раждането на първото си дете остава в къщи и през 2003 г. решава да започне да пише след като прочита романа „Скарлет“ на писателката Александра Рипли (продължение на „Отнесени от вихъра“).
Първият ѝ роман „Stolen Fury“ (Открадната ярост) от поредицата „Откраднати“ е издаден през 2008 г.
Успехът ѝ идва с паранормалната поредица „Безсмъртни пазители“ от 2010 г.
Пише романтични истории, които смесват любовта, паранормалните ситуации, митологията, чувствеността и страстта.
Произведенията ѝ многократно са номинирани за различни награди. Получава престижната награда „РИТА (награда)|РИТА“ в категорията за романтичен трилър за романа си от 2016 г. „Repressed“ (Репресиран) от поредицата „Смъртоносни тайни“.
Елизабет Ноутън живее със семейството си в Пендълтън, Орегон.

## Произведения

### Серия „Откраднати“ (Stolen)
1. Stolen Fury (2008)
2. Stolen Heat (2009)
3. Stolen Seduction (2009)
4. Stolen Chances (2013)

### Серия „Безсмъртни пазители“ (Eternal Guardians)
1. Marked (2010)
Белязана, изд. „Еклиптик“ (2014), прев. Сия Монева
2. Entwined (2010)
Свързани, изд. „Еклиптик“ (2015), прев. Тони Цонева – Савова
3. Tempted (2011)
Изкушения, изд. „Еклиптик“ (2017), прев. Виолина Димова
4. Enraptured (2012)
5. Enslaved (2012)
6. Bound (2013)
7. Twisted (2014)
8. Ravaged (2015)
9. Ensnared (2019)
10. Awakened (2016)
11. Unchained (2016)
12. Hunted (2017)

### Серия „Въпреки всичко“ (Against All Odds)
1. Wait For Me (2011)
2. Hold On To Me (2014)
3. Melt For Me (2016)

### Серия „Подстрекател“ (Firebrand)
1. Bound To Seduction (2012)
2. Slave To Passion (2012)
3. Possessed by Desire (2013)

### Серия „Егида Секюрити“ (Aegis Security)
1. Extreme Measures (2014)
2. Lethal Consequences (2015)
3. Fatal Pursuit (2015)
4. Breathless Escape (2018)

Серия „Смъртоносни тайни“ (Deadly Secrets)
1. Repressed (2016) – награда „РИТА“ за романтичен трилър
2. Gone (2017)
3. Protected (2018)
4. Unspeakable (2018)

### Серия „Къща на греха“ (House of Sin)
1. Forbidden (2018) – издаден и като „The Secret“
2. The Fall (2018)
3. Undone (2018)
4. The Vow (2020)
5. The Price (2020)
6. The Choice (2020)

### Участие в общи серии с други писатели

#### Серия „Надигаща се буря“ (Rising Storm)
3. Crosswinds (2015)
от серията има още 7 романа от различни автори

#### Серия „Надигаща се буря 2“ (Rising Storm: Season 2)
7. Blinding Rain (2016)
от серията има още 7 романа от различни автори

### Сборници
- Bodyguards in Bed (2011) – с Джейми Ан Дентън и Люси Монро